# ژوراویه (استان اوپوله)
ژوراویه (به لهستانی: Żurawie) یک منطقهٔ مسکونی در لهستان است که در گمینا رودنگکی واقع شده‌است. ژوراویه ۸۱ نفر جمعیت دارد.